# Сафронов Леонід Іванович
Леоні́д Іва́нович Сафро́нов (1904 , Єнакієве, Бахмутський повіт, Катеринославська губернія, Російська імперія  — 1964 , Дніпро, Дніпропетровська область, Українська РСР, СРСР ) — український радянський партійний діяч, вчений, 1-й секретар Полтавського обкому КП(б)У, ректор Дніпропетровського університету. Член ЦК КП(б)У (червень 1938 — травень 1940). Депутат Верховної Ради УРСР 1-го скликання. Член Мандатної комісії Верховної Ради УРСР.

## Біографія
Народився 1904 року в родині службовця-техніка на Брянському руднику Бахмутського повіту, тепер у складі міста Єнакієве, Донецька область, Україна. У 1917 році закінчив чотири класи рудничної школи на Брянському руднику. У лютому 1918 — лютому 1920 року — коногон шахти № 5 Брянського рудника Бахмутського повіту. У 1920 році вступив до комсомолу. У лютому 1920 — березні 1924 року — машиніст врубмашини шахти № 2 Брянського рудника. У березні 1924 — червні 1925 року — секретар осередку комсомолу (ЛКСМУ) шахти № 12 Брянського рудника.
Член РКП(б) з квітня 1925 року.
У липні 1925 — грудні 1926 року — секретар рудничного комітету комсомолу (ЛКСМУ) в місті Кадіївці Луганського округу. У грудні 1926 — жовтні 1928 року — відповідальний секретар Старобільського окружного комітету комсомолу (ЛКСМУ). У листопаді 1928 — липні 1930 року — секретар Старобільського районного комітету КП(б)У.
У серпні 1930 — січні 1933 року — студент Дніпропетровського гірничого інституту.
У лютому 1933 — березні 1934 року — заступник начальника політичного відділу машинно-тракторної станції (МТС) міста Борисполя Київської області. У квітні 1934 — січні 1935 року — начальник політичного відділу машинно-тракторної станції (МТС) міста Василькова Київської області.
У лютому — червні 1935 року — 2-й секретар Ємільчинського районного комітету КП(б)У Київської області. У липні 1935 — вересні 1936 року — 1-й секретар Лугинського районного комітету КП(б)У Київської області.
У вересні 1936 — січні 1937 року — інструктор відділу керівних партійних органів Дніпропетровського обласного комітету КП(б)У.
У лютому — серпні 1937 року — студент Дніпропетровського гірничого інституту. Здобув спеціальність гірничого інженера.
У серпні 1937 — лютому 1938 року — 1-й секретар Красногвардійського районного комітету КП(б)У міста Дніпропетровська.
У лютому — травні 1938 року — ректор Дніпропетровського державного університету.
У червні 1938 — лютому 1939 року — 1-й секретар Організаційного бюро ЦК КП(б)У по Полтавській області, 1-й секретар Полтавського обласного комітету КП(б)У.
У березні 1939 — серпні 1941 року — ректор Дніпропетровського державного університету.
З серпня 1941 року — в Червоній армії, учасник німецько-радянської війни. У вересні 1941 — травні 1942 року — комісар евакуаційного госпіталю № 1657 у місті Чкалові РРФСР. У травні 1942 — грудні 1944 року — заступник командира з політичної частини артилерійського арсеналу № 1 на станції Донгузька Оренбурзької залізниці. Демобілізований із Червоної армії за станом здоров'я.
У січні 1945 — листопаді 1951 року — ректор Дніпропетровського державного університету. У листопаді 1951 — липні 1952 року — завідувач кафедри гідрогеології Дніпропетровського державного університету.
У липні 1952 — вересні 1953 року — проректор з навчальної роботи Ростовського державного університету в місті Ростові-на-Дону.
З вересня 1953 року — завідувач кафедри гідравліки і гідрогеології Дніпропетровського сільськогосподарського інституту.
Помер 1964 року в місті Дніпропетровську, тепер Дніпро, Дніпропетровська область, Україна.

## Звання
- майор

## Нагороди
- орден Трудового Червоного Прапора (7.02.1939)
- ордени
- медалі